# Mimosa lingvatouana
Mimosa lingvatouana là một loài thực vật có hoa trong họ Đậu. Loài này được (Baill.) Villiers miêu tả khoa học đầu tiên.